# Karangnongko (Karangnongko)
Karangnongko is een bestuurslaag in het regentschap Klaten van de provincie Midden-Java, Indonesië. Karangnongko telt 1976 inwoners (volkstelling 2010).